# アフマド・イブン・イブリヒム・アル＝ガジー
アフマド・イブン・イブリヒム・アル＝ガジー（アラビア語: أحمد بن إبراهيم ال غازي, Ahmad ibn Ibrihim al-Ghazi, 1507年頃 - 1543年2月21日）は、現在のエチオピア東部からソマリア北西部にあった「アダル・スルタン国」のイマームで将軍。アダル・スルタン国を乗っ取り、さらにはオスマン帝国の助けを借りて隣国のエチオピア軍を破り、一時期エチオピア高原を支配下に置いた。まもなくポルトガルの援助を受けたエチオピア軍の反撃を受け、1543年に戦死。
「ガジー」は「戦う者」を意味するアラビア語であり、名の意味は「異教徒と戦う者、イブリヒムの息子アフマド」である。アフマドはソマリ人だったともオロモ人だったとも言われているが、その部下のほとんどはソマリ人であった。アフマドは「左利き」の渾名を持っており、ソマリ語でグレイ（Gurey）、アムハラ語でグラン（ግራኝ Graññ）と呼ばれた。

## 出生
アフマドはソマリ族だったと考える学者が多い。もっとも、エチオピアの史書にはアラブ人と記録されている。また、アフマドに従ったソマリ族であるイサック氏族のハバー・マガドル、ダロッド氏族のハルティ、マレハンの戦士はソマリ族としてではなく、キリスト教国エチオピアと戦うムスリム（イスラーム教徒）として戦っており、彼らにとって人種の違いはあまり重要ではなかったと思われる。

## 生涯

### 若き日
アフマドはアダル・スルタン国の港町で生まれ、大人になってゼイラの領主マファズの娘バティ・デル・ワムバラと結婚した。バティは後のエチオピア攻略にも従軍している。義父マファズは1517年のエチオピア軍の攻撃によりすでに戦死しており、アダル・スルタン国自体も混乱状態になっていた。

### エチオピア攻略開始
アフマドはアダルの軍をまとめ直し、アダル・スルタン国の首都をアダルからハラールに移した。1528年にエチオピアの将軍デガルハンの攻撃を退け、翌1529年には逆にエチオピアに侵攻した。そして3月、シムブラ・クレの戦いにおいてエチオピア皇帝ダウィト2世自ら率いる軍を破った。
アフマドのエチオピア高原での活動記録はイスラーム側、エチオピア側、双方に残されている。アフマドは1531年、軍をエチオピア北部に進めた。ハイク湖の修道院やラリベラの教会では略奪を行い、10月28日のアムバ・セルの戦いでもエチオピア軍に勝利した。アスクム手前のティグレイでも戦闘になり、エチオピア軍を破った。アクスムに着くと、代々エチオピア皇帝の戴冠式が行われてきたシオンのマリア教会を破壊した。

### ジャルテ・ウォフラでの勝利
エチオピアはポルトガルに助力を求め、1541年2月10日になってようやくマッサワに到着した。すでにエチオピア皇帝はガローデオスに代わっていた。ポルトガル軍を率いるのはクリストヴァン・ダ・ガマであり、戦力はマスケット銃兵士400名と事務員であった。両軍により1542年4月1日、アクスム近郊でジャルテの戦いが行われた。ジャルテは、今日のアナサのあたりと考えられている。ポルトガル側の記録にこの戦闘でのアフマドの描写が残っており、「ゼイラの王（アフマド）は偵察のため、馬で数フィートの丘を登った。彼は騎馬300を従えていた。大きな旗3本もあり、2本は白地に赤い月、1本は赤地に白い月であった」と記されている。
両軍は交渉などしながら数日にらみ合ったが、4月4日、ポルトガル軍は歩兵方陣を組み、マスケット銃と大砲でアフマド兵を退けながら進軍した。銃撃が偶然アフマドの足に当たり、それを機会にアフマドは退却を命じた。エチオピア・ポルトガル両軍は追撃を行い、混乱するムスリム軍を打ち破った。しかしアフマド軍は遠方の川を渡ると体勢を纏めなおし、全軍崩壊は免れた。
数日経って、アフマド軍に援軍が加わった。ポルトガル軍はこの状況を受けて直ちに行動を開始し、4月16日、再び歩兵方陣で軍を進めた。戦闘は2週間足らず行われ、アフマド軍の馬に多少の損害を与えたものの、今度はポルトガル軍が敗北した。ポルトガル側の記録には「敵は戦いに完全勝利し、我々は敵の騎馬100ほどを討ち取っただけだった。敵は軍令をよく聞き、逃亡しなかった」と書かれている。

ポルトガル軍はエリトリア地方の王バール・ニーガス・イシャクの援軍と合流して南方に向かい、10日後、アフマド軍と対峙した。しかし雨季となったため、しばらく睨み合いが続いた。ポルトガル軍はエチオピア皇后サブラ・ウェンゲルの助言に従い、アクスム南方のアシェンジェ湖畔のウォフラに宿営した。一方、アフマド軍はゾビル山に宿営した。
アフマドは銃の多寡が勝敗を決めると考え、オスマン帝国に助力を頼んでマスケット銃士2000、大砲、他900名を送ってもらった。一方、ポルトガル軍は、これまでの戦闘や部署振り分けの都合などで、マスケット銃士は300にまで減っていた。雨季が終わると、アフマドはポルトガルの宿営地に攻撃をかけ、その大半を殺し、140名を捕虜とした。司令官のクリストヴァン・ダ・ガマもまた部下10名と共に捕まり、イスラームへの改宗を拒否して処刑された。

### ワイナ・ダガでの敗戦
ポルトガル軍の生き残りはエチオピア軍と合流し、さらにポルトガルからの援軍も加わった。1543年2月21日、ポルトガル・エチオピア連合軍9000、アフマド軍1万5千でワイナ・ダガの戦いが行われ、アフマド軍は敗北した。この中でアフマドも戦死した。アフマドの戦死により、アフマド軍は崩壊した。
アフマドの妻バティ・デル・ワムバラは残った兵と共に戦場から逃げ、本拠地のハラールに戻った。バティは体勢を立て直すため、甥のヌル・イブン・ムジャヒドと結婚し、軍を再編した。しかしすでに反撃するだけの力は残っていなかった。
アフマドの侵攻は、その後長くエチオピアで語り継がれた。20世紀のエチオピア皇帝ハイレ・セラシエ1世も回想録の中で、幼い頃にグラン（アフマド）がエチオピアの町や教会を破壊したとの話を聞いたと記している。

## 情報源
イスラーム側の記録として、シハーブッディーン・アドマド・イブン・アブドゥルカディールがアラビア語で「エチオピア征服（Futuh al-habaša）」を書き残している。ただしこの多くは失われており、1537年のタナ湖での戦いについてのみ残されている。探検家のリチャード・フランシス・バートンは、この残りの部分をイエメンのモカあるいはフダイダで見たと証言しているが、これに相当するものは今日まで見つかっていない。アラビア語からの翻訳は、1897年から1901年にルネ・バッセ（René Basset）がフランス語へと行っている。英語への抄訳は、リチャード・パンクハーストが「エチオピア王室年代記」の中で行っている。英語への全訳は、ポール・レスター・ステンハウスが2003年に行っている。
ポルトガル側の記録として、1902年にR.S.ホワイトウェイが「ポルトガルのエチオピア探検」の中に記している。エチオピア側の記録として、エチオピア国史のダウィト2世、ガローデオスの章に記載がある。